# United Democratic Movement
United Democratic Movement, abgekürzt UDM (deutsch etwa: „Vereinigte Demokratische Bewegung“), ist eine südafrikanische Partei.
Die Ausrichtung der Partei ist sozialdemokratisch mit einer Betonung auf moralischen Werten. Sie hat ihr erstes Standbein in der Provinz Ostkap, der Heimat von Bantu Holomisa; in anderen Provinzen hat sie nur geringe Bedeutung erlangt. Nach dem ersten Wahlantritt von 1999 verlor die Partei in den folgenden beiden nationalen Wahlen kontinuierlich an Bedeutung, hat sich jedoch in der Parlamentswahl von 2014 prozentual gesehen auf niedrigem Niveau verbessern können, auch wenn ihre Bedeutung nach wie vor marginal ist.

## Geschichte
Die Partei wurde 1997 von Roelf Meyer, Bantu Holomisa und John Taylor gegründet. Meyer war sowohl unter Frederik Willem de Klerk als auch unter Nelson Mandela Minister für die National Party, Holomisa nach einem Militärputsch von 1987 bis 1994 Staatspräsident des Homelands Transkei und anschließend Mitglied des ANC, wurde dann jedoch von seiner Partei ausgeschlossen. Taylor war Mitglied des „Regional Executive Committee“ (REC) des ANC. Holomisa übernahm den Vorsitz, während Meyer dessen Stellvertreter wurde.
UDM trat mit dem Anspruch an, eine Partei für alle Südafrikaner jeglicher Herkunft und Rasse zu sein. Bei den nationalen Wahlen von 1999 gelang der Einzug ins Parlament. Im Januar 2000 verließ jedoch Meyer die Partei, zog sich einige Jahre aus der Politik zurück und trat schließlich 2006 dem ANC bei. Holomisa hingegen ist bis heute Parteivorsitzender geblieben. Im Jahr 2002 profilierte sich UDM in besonderem Maße durch die Verfassungsklage gegen das Floor crossing, konnte dessen Legalisierung aber letztendlich nicht verhindern. Eine direkte Folge davon war, dass Anfang 2003 beim ersten Zeitfenster, in dem das Floor crossing möglich war, 10 der 14 Abgeordneten die Partei verließen und sich zumeist dem ANC anschlossen. Trotz dieser Ereignisse konnte UDM (wenn auch mit deutlichen Verlusten) bei den Wahlen von 2004 wieder ins Parlament einziehen. Seit 2009 ist die Partei mit vier Abgeordneten im Parlament vertreten, darunter Holomisa. Diese konnte sie 2014 verteidigen, verlor bei den Wahlen in Südafrika 2019 allerdings weiter an Stimmen und erhielt nur noch zwei Abgeordnetenmandate. Im Jahr 2024 konnte die Partei wieder ein Mandat hinzugewinnen und stellt drei Abgeordnete in der Nationalversammlung. Bantu Holomisa erklärte die Bereitschaft seiner Partei, die „Regierung der Nationalen Einheit“ zu unterstützen und in ihr mitzuwirken. Eine Einladung hierzu wurde akzeptiert.

## Wahlergebnisse
| Wahl von… | Prozent | Sitze |
| --------- | ------- | ----- |
| 1999      | 3,42 %  | 14    |
| 2004      | 2,28 %  | 9     |
| 2009      | 0,85 %  | 4     |
| 2014      | 1,00 %  | 4     |
| 2019      | 0,45 %  | 2     |
| 2024      | 0,49 %  | 3     |